# Psylliodes brisouti
Psylliodes brisouti is een keversoort uit de familie bladkevers (Chrysomelidae). De wetenschappelijke naam van de soort werd in 1898 gepubliceerd door Ernest Marie Louis Bedel.